# 서창기
서창기 (徐唱基, 1965년 3월 7일 ~ )는 전 순천효천고등학교 야구부 감독이다. 전 해태 타이거즈, 쌍방울 레이더스 선수이기도 하며 1993년부터 쌍방울 2군 수비코치를 역임했다가 1996년부터 같은 팀 호남지역 스카우트를 거쳐 1998년부터 순천효천고등학교 야구부 감독을 역임했다가 2019년 시즌 후 홍익대학교 코치로 자리를 옮겼으며 당시 서창기 감독의 후임으로는 모교 출신인 정진이 후임으로 발탁됐다. 